# Axel Lindahl
Axel Lindahl (né le 8 décembre 1885 à Säfsnäs et décédé le 8 août 1959 à Gustafsström) est un athlète suédois spécialiste du fond. Affilié au Karlskoga IF, il mesurait 1,68 m pour 63 kg.

## Biographie

### Palmarès
| Date | Compétition           | Lieu      | Résultat | Épreuve          | Performance |
| ---- | --------------------- | --------- | -------- | ---------------- | ----------- |
| 1912 | Jeux olympiques d'été | Stockholm | —        | Cross individuel | Abandon     |